# 松永大介 (外交官)

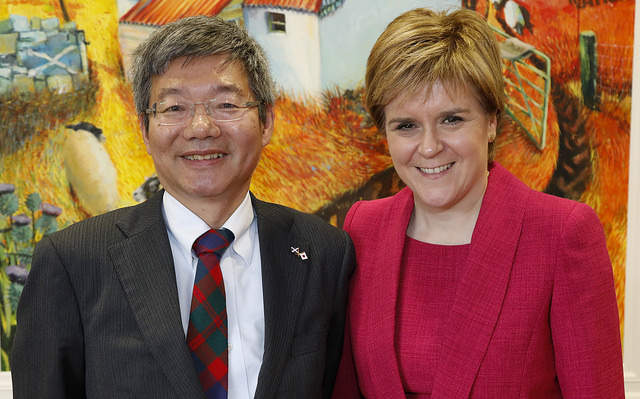
エディンバラ総領事時代の松永大介（左）とスコットランド自治政府首相のニコラ・スタージョン

松永 大介（まつなが だいすけ）は、日本の外交官。外務省国際報道官や、ドバイ総領事、エディンバラ総領事を経て、駐エチオピア特命全権大使。

## 経歴・人物
福島県出身。1979年東京大学教養学部卒業。1982年外務省入省。外務省沖縄事務所副所長、外務省外務報道官組織国際報道官、在ベトナム日本国大使館公使、在香港日本国総領事館首席領事、ドバイ総領事等を経て、2016年エディンバラ総領事。2018年から駐エチオピア特命全権大使を務め、稲作が広がりつつありエチオピアにおいて新設された国立イネ研究研修センター（NRRTC）の落成式典に出席し、「更なる研究活動が展開されることを期待します」と挨拶を行うなどした。退任後、大阪学院大学外国語学部教授。